# Sous-région de Ylivieska
La sous-région de Ylivieska (finnois : Ylivieskan seutukunta) est une sous-région de l'Ostrobotnie du Nord en Finlande. 
Au niveau 1 (LAU 1 ) des unités administratives locales définies par l'union européenne elle porte le numéro 177.

## Municipalités
La sous-région de Ylivieska est composée des municipalités suivantes :
| Blason             | Municipalité             |
| ------------------ | ------------------------ |
| Alavieskan vaakuna | Alavieska (municipalité) |
| Kalajoen vaakuna   | Kalajoki (ville)         |
| Merijärven vaakuna | Merijärvi (municipalité) |
| Oulaisten vaakuna  | Oulainen (ville)         |
| Sievin vaakuna     | Sievi (municipalité)     |
| Ylivieskan vaakuna | Ylivieska (ville)        |

## Population
Depuis 1980, l'évolution démographique de la sous-région de Ylivieska, au périmètre du 1er janvier 2017, est la suivante:
| Année      | 1980   | 1985   | 1990   | 1995   | 2000   | 2005   | 2010   |
| ---------- | ------ | ------ | ------ | ------ | ------ | ------ | ------ |
| population | 40 388 | 42 410 | 43 357 | 44 109 | 43 288 | 43 184 | 43 800 |

## Politique
Les résultats de l'élection présidentielle finlandaise de 2018:
- Sauli Niinistö   55.9%
- Matti Vanhanen   14.5%
- Paavo Väyrynen   10.8%
- Laura Huhtasaari   8.4%
- Pekka Haavisto   5.4%
- Merja Kyllönen   3.0%
- Tuula Haatainen   1.8%
- Nils Torvalds   0.2%